# Lijst van voetbalinterlands Ivoorkust - Nigeria
Deze lijst van voetbalinterlands is een overzicht van alle officiële voetbalwedstrijden tussen de nationale teams van Ivoorkust en Nigeria. De West-Afrikaanse landen hebben tot op heden 22 keer tegen elkaar gespeeld. De eerste ontmoeting, een kwalificatiewedstrijd voor de Afrika Cup 1968, vond plaats op 12 maart 1967 in Lagos. Het laatste duel, de finale van de Afrika Cup 2023, werd gespeeld in Abidjan op 11 februari 2024.

## Wedstrijden
| №  | Plaats     | Datum             | Competitie                                        | Wedstrijd           | Uitslag |
| -- | ---------- | ----------------- | ------------------------------------------------- | ------------------- | ------- |
| 1  | Lagos      | 12 maart 1967     | Afrika Cup 1968 kwalificatie                      | Nigeria − Ivoorkust | 0 − 0   |
| 2  | Abidjan    | 7 mei 1967        | Afrika Cup 1968 kwalificatie                      | Ivoorkust − Nigeria | 2 − 0   |
| 3  | Lagos      | 14 juli 1974      | Vriendschappelijk                                 | Nigeria − Ivoorkust | 2 − 0   |
| 4  | Lagos      | 7 juli 1977       | WK 1978 kwalificatie                              | Nigeria − Ivoorkust | 4 − 0   |
| 5  | Bouaké     | 25 juli 1977      | WK 1978 kwalificatie                              | Ivoorkust − Nigeria | 2 − 2   |
| 6  | Lagos      | 12 maart 1980     | Afrika Cup 1980                                   | Nigeria − Ivoorkust | 0 − 0   |
| 7  | Abidjan    | 23 juni 1985      | Vriendschappelijk                                 | Ivoorkust − Nigeria | 1 − 1   |
| 8  | Lagos      | 4 januari 1987    | Afrikaanse Spelen 1987 kwalificatie               | Nigeria − Ivoorkust | 0 − 0   |
| 9  | Abidjan    | 18 januari 1987   | Afrikaanse Spelen 1987 kwalificatie               | Ivoorkust − Nigeria | 1 − 0   |
| 10 | Algiers    | 8 maart 1990      | Afrika Cup 1990                                   | Nigeria − Ivoorkust | 1 − 0   |
| 11 | Abidjan    | 2 mei 1993        | WK 1994 kwalificatie                              | Ivoorkust − Nigeria | 2 − 1   |
| 12 | Lagos      | 25 september 1993 | WK 1994 kwalificatie                              | Nigeria − Ivoorkust | 4 − 1   |
| 13 | Radès      | 6 april 1994      | Afrika Cup 1994                                   | Nigeria − Ivoorkust | 2 − 2   |
| 14 | Abidjan    | 12 januari 2002   | Vriendschappelijk                                 | Ivoorkust − Nigeria | 1 − 1   |
| 15 | Alexandrië | 7 februari 2006   | Afrika Cup 2006                                   | Nigeria − Ivoorkust | 0 − 1   |
| 16 | Sekondi    | 21 januari 2008   | Afrika Cup 2008                                   | Nigeria − Ivoorkust | 0 − 1   |
| 17 | Rustenburg | 3 februari 2013   | Afrika Cup 2013                                   | Ivoorkust − Nigeria | 1 − 2   |
| 18 | Kaduna     | 6 juli 2013       | African Championship of Nations 2014 kwalificatie | Nigeria − Ivoorkust | 4 − 1   |
| 19 | Abidjan    | 27 juli 2013      | African Championship of Nations 2014 kwalificatie | Ivoorkust − Nigeria | 2 − 0   |
| 20 | Abu Dhabi  | 11 januari 2015   | Vriendschappelijk                                 | Nigeria − Ivoorkust | 0 − 1   |
| 21 | Abidjan    | 18 januari 2024   | Afrika Cup 2023                                   | Ivoorkust − Nigeria | 0 − 1   |
| 22 | Abidjan    | 11 februari 2024  | Afrika Cup 2023                                   | Nigeria − Ivoorkust | 1 − 2   |

## Samenvatting
| Competitie                                   | Totaal gespeeld | Winst Ivoorkust | Gelijk | Winst Nigeria | Doelsaldo Ivoorkust – Nigeria |
| -------------------------------------------- | --------------- | --------------- | ------ | ------------- | ----------------------------- |
| WK-kwalificatie                              | 4               | 1               | 1      | 2             | 5 − 11                        |
| Afrika Cup                                   | 8               | 3               | 2      | 3             | 7 − 7                         |
| Afrika Cup-kwalificatie                      | 2               | 1               | 1      | 0             | 2 − 0                         |
| African Championship of Nations-kwalificatie | 2               | 1               | 0      | 1             | 3 − 4                         |
| Afrikaanse Spelen-kwalificatie               | 2               | 1               | 1      | 0             | 1 − 0                         |
| Vriendschappelijk                            | 4               | 1               | 2      | 1             | 3 − 4                         |
| Totaal                                       | 22              | 8               | 7      | 7             | 21 − 26                       |

FIF · A-internationals · Selecties · Bondscoaches · Statistieken · Ivoriaans vrouwenelftal · Ivoorkust U21 · Ivoorkust U20 · Ivoorkust U19 · Ivoorkust U18 · Ivoorkust U17
1960 – 1969 ·
1970 – 1979 ·
1980 – 1989 ·
1990 – 1999 ·
2000 – 2009 ·
2010 – 2019 ·
2020 − 2029
WK 2006 · 
WK 2010 · 
WK 2014
OS 2008 · 
OS 2020
1960 ·
1961 ·
1962 ·
1963 ·
1964 · 
1965 ·
1966 · 
1967 ·
1968 ·
1969 ·
1970 ·
1971 ·
1972 ·
1973 ·
1974 ·
1975 ·
1976 ·
1977 ·
1978 · 
1979 ·
1980 ·
1981 · 
1982 ·
1983 ·
1984 ·
1985 ·
1986 ·
1987 ·
1988 ·
1989 ·
1990 ·
1991 ·
1992 · 
1993 · 
1994 · 
1995 · 
1996 · 
1997 · 
1998 · 
1999 · 
2000 · 
2001 · 
2002 · 
2003 · 
2004 · 
2005 · 
2006 · 
2007 · 
2008 · 
2009 · 
2010 · 
2011 · 
2012 · 
2013 ·
2014 ·
2015 ·
2016 ·
2017 ·
2018 ·
2019 ·
2020 ·
2021 ·
2022 ·
2023 ·
2024
Algerije ·
Angola ·
Argentinië ·
België ·
Benin ·
Bosnië en Herzegovina ·
Botswana ·
Brazilië ·
Burkina Faso ·
Burundi ·
Centraal-Afrikaanse Republiek ·
Chili ·
Colombia ·
Comoren ·
Congo-Brazzaville ·
Congo-Kinshasa ·
Duitsland ·
Egypte ·
El Salvador ·
Engeland ·
Equatoriaal-Guinea ·
Ethiopië ·
Frankrijk ·
Gabon ·
Gambia ·
Ghana ·
Griekenland ·
Guinee ·
Guinee-Bissau ·
Hongarije ·
Israël ·
Italië ·
Japan ·
Jordanië ·
Kameroen ·
Kenia ·
Koeweit ·
Lesotho ·
Liberia ·
Libië ·
Madagaskar ·
Malawi ·
Mali ·
Marokko ·
Mauritanië ·
Mauritius ·
Mexico ·
Moldavië ·
Mozambique ·
Namibië ·
Nederland ·
Niger ·
Nigeria ·
Noord-Korea ·
Oeganda ·
Oostenrijk ·
Paraguay ·
Polen ·
Portugal ·
Qatar ·
Roemenië ·
Rusland ·
Rwanda ·
Senegal ·
Servië en Montenegro ·
Seychellen ·
Sierra Leone ·
Slovenië ·
Soedan ·
Spanje ·
Tanzania ·
Togo ·
Tsjaad ·
Tunesië ·
Turkije ·
Uruguay ·
Verenigde Staten ·
Zambia ·
Zimbabwe ·
Zuid-Afrika ·
Zuid-Korea ·
Zweden ·
Zwitserland
Argentinië (2006) · 
Colombia (2014) ·
Ghana (2015) ·
Griekenland (2014) · 
Japan (2014) ·  
Nederland (2006) · 
Noord-Korea (2010) · 
Servië en Montenegro (2006) ·
Zambia (2012)
NFA · A-internationals · Selecties · Bondscoaches · Statistieken · Nigeriaans vrouwenelftal · Olympisch elftal · Nigeria U21 · Nigeria U20 · Nigeria U19 · Nigeria U18 · Nigeria U17
1950 – 1959 · 
1960 – 1969 · 
1970 – 1979 · 
1980 – 1989 · 
1990 – 1999 · 
2000 – 2009 · 
2010 – 2019 ·
2020 − 2029
CC 1995 · 
CC 2013
WK 1994 · 
WK 1998 · 
WK 2002 · 
WK 2010 · 
WK 2014 · 
WK 2018
OS 1968 · 
OS 1980 · 
OS 1988 · 
OS 1996 · 
OS 2000 · 
OS 2008 · 
OS 2016
1949 · 
1950 · 1951 · 1952 · 1953 · 1954 · 
1955 · 
1956 · 
1957 · 
1958 · 
1959 · 
1960 · 
1961 · 
1962 · 
1963 · 
1964 · 
1965 · 
1966 · 
1967 · 
1968 · 
1969 · 
1970 · 
1971 · 
1972 · 
1973 · 
1974 · 
1975 · 
1976 · 
1977 · 
1978 · 
1979 · 
1980 · 
1981 · 
1982 · 
1983 · 
1984 · 
1985 · 
1986 · 
1987 · 
1988 · 
1989 · 
1990 · 
1991 · 
1992 · 
1993 · 
1994 · 
1995 · 
1996 · 
1997 · 
1998 · 
1999 · 
2000 · 
2001 · 
2002 · 
2003 · 
2004 · 
2005 · 
2006 · 
2007 · 
2008 · 
2009 · 
2010 · 
2011 · 
2012 · 
2013 · 
2014 ·
2015 ·
2016 ·
2017 ·
2018 ·
2019 ·
2020 ·
2021 ·
2022
Algerije ·
Angola ·
Argentinië ·
Australië ·
Benin ·
Bosnië en Herzegovina ·
Botswana ·
Brazilië ·
Bulgarije ·
Burkina Faso ·
Burundi ·
Canada ·
Centraal-Afrikaanse Republiek ·
Colombia ·
Congo-Brazzaville ·
Congo-Kinshasa ·
Costa Rica ·
Denemarken ·
Duitsland ·
Ecuador ·
Egypte ·
Engeland ·
Equatoriaal-Guinea ·
Eritrea ·
Ethiopië ·
Frankrijk ·
Gabon ·
Gambia ·
Georgië ·
Ghana ·
Griekenland ·
Guinee ·
Guinee-Bissau ·
Ierland ·
IJsland ·
Indonesië ·
Iran ·
Italië ·
Ivoorkust ·
Jamaica ·
Japan ·
Joegoslavië ·
Jordanië ·
Kaapverdië · 
Kameroen ·
Kenia ·
Kroatië ·
Lesotho ·
Liberia ·
Libië ·
Luxemburg ·
Madagaskar ·
Malawi ·
Mali ·
Marokko ·
Mexico ·
Mozambique ·
Namibië ·
Nederland ·
Niger ·
Noord-Korea ·
Noord-Macedonië ·
Noorwegen ·
Oeganda ·
Oekraïne ·
Oezbekistan ·
Oostenrijk ·
Paraguay ·
Peru ·
Polen ·
Portugal ·
Roemenië ·
Rwanda ·
Saoedi-Arabië ·
Sao Tomé en Principe ·
Schotland ·
Senegal ·
Servië ·
Seychellen ·
Sierra Leone ·
Soedan ·
Spanje ·
Swaziland ·
Tahiti ·
Tanzania ·
Thailand ·
Togo ·
Tsjaad ·
Tsjechië ·
Tunesië ·
Uruguay ·
Venezuela ·
Verenigde Staten ·
Zambia ·
Zimbabwe ·
Zuid-Afrika ·
Zuid-Korea ·
Zweden ·
Zwitserland
Argentinië (2010) ·
Argentinië (2014) ·
Argentinië (2018) ·
Bosnië en Herzegovina (2014) ·
Burkina Faso (2013) ·
Frankrijk (2014) ·
Iran (2014) ·
IJsland (2018) ·
Kroatië (2018) ·
Zuid-Korea (2010)